# Masters of Formula 3 1993
De Marlboro Masters of Formula 3 1993 was de derde editie van de Masters of Formula 3. De race, waarin Formule 3-teams uit verschillende Europese kampioenschappen tegen elkaar uitkomen, werd verreden op 1 augustus 1993 op het Circuit Park Zandvoort.
De race werd gewonnen door Jos Verstappen voor Opel Team WTS. Coloni Motorsport-coureur Paolo Coloni en G+M Escom Motorsport-coureur Michael Krumm maakten het podium compleet.

## Inschrijvingen
| Team                            | No | Rijder                 | Chassis | Motor       | Kampioenschap            |
| ------------------------------- | -- | ---------------------- | ------- | ----------- | ------------------------ |
| Opel Team WTS                   | 1  | Jos Verstappen         | Dallara | Opel        | Duitse Formule 3         |
| Opel Team WTS                   | 2  | Alexander Grau         | Dallara | Opel        | Duitse Formule 3         |
| West Surrey Racing              | 3  | Pedro de la Rosa       | Reynard | Mugen-Honda | Britse Formule 3         |
| West Surrey Racing              | 4  | Marc Goossens          | Reynard | Mugen-Honda | Britse Formule 3         |
| Tatuus                          | 6  | Gianantonio Pacchioni  | Dallara | Fiat        | Italiaanse Formule 3     |
| Tatuus                          | 7  | Tom Coronel            | Dallara | Fiat        | Nederlandse Formule Ford |
| Volkswagen Motorsport           | 10 | Sascha Maassen         | Dallara | Volkswagen  | Duitse Formule 3         |
| Volkswagen Motorsport           | 11 | Massimiliano Angelelli | Dallara | Volkswagen  | Duitse Formule 3         |
| RC Motorsport                   | 14 | Javier Balzano         | Dallara | Opel        |                          |
| RC Motorsport                   | 15 | Roberto Colciago       | Dallara | Opel        | Duitse Formule 3         |
| Serge Saulnier                  | 17 | Emmanuel Clérico       | Dallara | Opel        | Franse Formule 3         |
| KTR Racing                      | 18 | Christophe Tinseau     | Bowman  | Volkswagen  | Franse Formule 3         |
| KTR Racing                      | 49 | Martijn Koene          | Bowman  | Volkswagen  | Franse Formule 3         |
| G+M Escom Motorsport            | 19 | Michael Krumm          | Dallara | Opel        | Duitse Formule 3         |
| G+M Escom Motorsport            | 20 | Michael Graf           | Dallara | Opel        | Duitse Formule 3         |
| Jacques Isler Racing            | 21 | Philipp Peter          | Dallara | Fiat        | Duitse Formule 3         |
| Jacques Isler Racing            | 22 | Dino Lamby             | Dallara | Fiat        | Duitse Formule 3         |
| Edenbridge Racing with Vauxhall | 24 | Oliver Gavin           | Dallara | Vauxhall    | Britse Formule 3         |
| Edenbridge Racing with Vauxhall | 25 | Marcos Gueiros         | Dallara | Vauxhall    | Britse Formule 3         |
| Supercars CM                    | 26 | Christian Pescatori    | Dallara | Fiat        | Italiaanse Formule 3     |
| Supercars CM                    | 27 | Alberto Pedemonte      | Dallara | Fiat        | Italiaanse Formule 3     |
| Claes Rothstein Motorsport      | 30 | Claes Rothstein        | Ralt    | Volkswagen  | Noord-Europese Formule 3 |
| Prema Racing                    | 31 | Fabrizio de Simone     | Dallara | Fiat        | Italiaanse Formule 3     |
| Prema Racing                    | 32 | Davide Campana         | Dallara | Fiat        | Italiaanse Formule 3     |
| Fortec Motorsport               | 33 | André Ribeiro          | Reynard | Mugen-Honda | Britse Formule 3         |
| Fortec Motorsport               | 34 | Gareth Rees            | Reynard | Mugen-Honda | Britse Formule 3         |
| Marko RSM                       | 36 | Jörg Müller            | Dallara | Fiat        | Duitse Formule 3         |
| Marko RSM                       | 37 | Alexander Wurz         | Dallara | Fiat        | Duitse Formule 3         |
| KMS                             | 38 | Markus Liesner         | Dallara | Opel        | Duitse Formule 3         |
| KMS                             | 39 | Gianmaria Regazzoni    | Dallara | Opel        | Duitse Formule 3         |
| Carly Motors BMW Team           | 40 | Peter Kox              | Dallara | Opel        | Duitse Formule 3         |
| Coloni Motorsport               | 41 | Paolo Coloni           | Dallara | Fiat        | Italiaanse Formule 3     |
| Abt Motorsport                  | 42 | Christian Abt          | Dallara | Opel        | Duitse Formule 3         |
| Team Ghinzani                   | 43 | Luca Rangoni           | Dallara | Fiat        | Italiaanse Formule 3     |
| Team Ghinzani                   | 44 | Flavio Figueiredo      | Dallara | Fiat        | Italiaanse Formule 3     |
| Elf Team Formel 3               | 45 | Marco Werner           | Dallara | Opel        | Duitse Formule 3         |
| Roberto Carta                   | 47 | Roberto Carta          | Dallara | Volkswagen  | Italiaanse Formule 3     |

## Kwalificatie
| Positie | Nr. | Rijder                 | Team                            | Tijd     |
| ------- | --- | ---------------------- | ------------------------------- | -------- |
| 1       | 1   | Jos Verstappen         | Opel Team WTS                   | 1:01.066 |
| 2       | 41  | Paolo Coloni           | Coloni Motorsport               | 1:01.073 |
| 3       | 19  | Michael Krumm          | G+M Escom Motorsport            | 1:01.088 |
| 4       | 36  | Jörg Müller            | Marko RSM                       | 1:01.311 |
| 5       | 15  | Roberto Colciago       | RC Motorsport                   | 1:01.352 |
| 6       | 11  | Massimiliano Angelelli | Volkswagen Motorsport           | 1:01.376 |
| 7       | 4   | Marc Goossens          | West Surrey Racing              | 1:01.423 |
| 8       | 10  | Sascha Maassen         | Volkswagen Motorsport           | 1:01.509 |
| 9       | 44  | Flavio Figueiredo      | Team Ghinzani                   | 1:01.575 |
| 10      | 6   | Gianantonio Pacchioni  | Tatuus                          | 1:01.674 |
| 11      | 3   | Pedro de la Rosa       | West Surrey Racing              | 1:01.700 |
| 12      | 21  | Philipp Peter          | Jacques Isler Racing            | 1:01.761 |
| 13      | 26  | Christian Pescatori    | Supercars CM                    | 1:01.779 |
| 14      | 45  | Marco Werner           | Elf Team Formel 3               | 1:01.821 |
| 15      | 38  | Markus Liesner         | KMS                             | 1:01.885 |
| 16      | 31  | Fabrizio de Simone     | Prema Racing                    | 1:01.910 |
| 17      | 33  | André Ribeiro          | Fortec Motorsport               | 1:01.939 |
| 18      | 43  | Luca Rangoni           | Team Ghinzani                   | 1:01.963 |
| 19      | 7   | Tom Coronel            | Tatuus                          | 1:02.004 |
| 20      | 27  | Alberto Pedemonte      | Supercars CM                    | 1:02.046 |
| 21      | 20  | Michael Graf           | G+M Escom Motorsport            | 1:02.052 |
| 22      | 24  | Oliver Gavin           | Edenbridge Racing with Vauxhall | 1:02.118 |
| 23      | 17  | Emmanuel Clérico       | Serge Saulnier                  | 1:02.119 |
| 24      | 2   | Alexander Grau         | Opel Team WTS                   | 1:02.170 |
| 25      | 34  | Gareth Rees            | Fortec Motorsport               | 1:02.199 |
| 26      | 37  | Alexander Wurz         | Marko RSM                       | 1:02.232 |
| 27      | 25  | Marcos Gueiros         | Edenbridge Racing with Vauxhall | 1:02.289 |
| 28      | 14  | Javier Balzano         | RC Motorsport                   | 1:02.322 |
| 29      | 42  | Christian Abt          | Abt Motorsport                  | 1:02.453 |
| 30      | 40  | Peter Kox              | Carly Motors BMW Team           | 1:02.496 |
| 31      | 32  | Davide Campana         | Prema Racing                    | 1:02.505 |
| 32      | 18  | Christophe Tinseau     | KTR Racing                      | 1:02.541 |
| 33      | 22  | Dino Lamby             | Jacques Isler Racing            | 1:02.692 |
| 34      | 39  | Gianmaria Regazzoni    | KMS                             | 1:02.939 |
| 35      | 47  | Roberto Carta          | Roberto Carta                   | 1:02.996 |
| 36      | 49  | Martijn Koene          | KTR Racing                      | 1:03.444 |
| 37      | 30  | Claes Rothstein        | Claes Rothstein Motorsport      | 1:05.170 |

## Race
| Positie | Nr. | Rijder                 | Team                            | Ronden | Tijd/Verschil       | Grid |
| ------- | --- | ---------------------- | ------------------------------- | ------ | ------------------- | ---- |
| 1       | 1   | Jos Verstappen         | Opel Team WTS                   | 35     | 36:16.649           | 1    |
| 2       | 41  | Paolo Coloni           | Coloni Motorsport               | 35     | +2.559              | 2    |
| 3       | 19  | Michael Krumm          | G+M Escom Motorsport            | 35     | +2.862              | 3    |
| 4       | 15  | Roberto Colciago       | RC Motorsport                   | 35     | +6.795              | 5    |
| 5       | 4   | Marc Goossens          | West Surrey Racing              | 35     | +7.407              | 7    |
| 6       | 11  | Massimiliano Angelelli | Volkswagen Motorsport           | 35     | +8.941              | 6    |
| 7       | 6   | Gianantonio Pacchioni  | Tatuus                          | 35     | +14.149             | 10   |
| 8       | 10  | Sascha Maassen         | Volkswagen Motorsport           | 35     | +17.297             | 8    |
| 9       | 3   | Pedro de la Rosa       | West Surrey Racing              | 35     | +19.395             | 11   |
| 10      | 31  | Fabrizio de Simone     | Prema Powerteam                 | 35     | +40.132             | 16   |
| 11      | 45  | Marco Werner           | Elf Team Formel 3               | 35     | +40.670             | 14   |
| 12      | 27  | Alberto Pedemonte      | Supercars CM                    | 35     | +40.947             | 20   |
| 13      | 17  | Emmanuel Clérico       | Serge Saulnier                  | 35     | +41.743             | 23   |
| 14      | 21  | Philipp Peter          | Jacques Isler Racing            | 35     | +49.108             | 12   |
| 15      | 40  | Peter Kox              | Carly Motors BMW Team           | 35     | +49.426             | 30   |
| 16      | 2   | Alexander Grau         | Opel Team WTS                   | 35     | +49.594             | 24   |
| 17      | 37  | Alexander Wurz         | Marko RSM                       | 35     | +50.190             | 26   |
| 18      | 38  | Markus Liesner         | KMS                             | 35     | +1:02.553           | 15   |
| 19      | 34  | Gareth Rees            | Fortec Motorsport               | 35     | +1:03.424           | 25   |
| 20      | 7   | Tom Coronel            | Tatuus                          | 35     | +1:03.647           | 19   |
| 21      | 14  | Javier Balzano         | RC Motorsport                   | 35     | +1:13.839           | 28   |
| 22      | 18  | Christophe Tinseau     | KTR Racing                      | 35     | +1:24.619           | 32   |
| 23      | 44  | Flavio Figueiredo      | Team Ghinzani                   | 32     | Uitgevallen         | 9    |
| 24      | 26  | Christian Pescatori    | Supercars CM                    | 31     | Uitgevallen         | 13   |
| 25      | 20  | Michael Graf           | G+M Escom Motorsport            | 30     | Uitgevallen         | 21   |
| DNF     | 25  | Marcos Gueiros         | Edenbridge Racing with Vauxhall | 27     | Uitgevallen         | 27   |
| DNF     | 43  | Luca Rangoni           | Team Ghinzani                   | 20     | Uitgevallen         | 18   |
| DNF     | 42  | Christian Abt          | Abt Motorsport                  | 15     | Uitgevallen         | 29   |
| DNF     | 36  | Jörg Müller            | Marko RSM                       | 12     | Uitgevallen         | 4    |
| DNF     | 32  | Davide Campana         | Prema Racing                    | 8      | Uitgevallen         | 31   |
| DNF     | 33  | André Ribeiro          | Fortec Motorsport               | 3      | Uitgevallen         | 17   |
| DNF     | 24  | Oliver Gavin           | Edenbridge Racing with Vauxhall | 2      | Uitgevallen         | 22   |
| DNQ     | 22  | Dino Lamby             | Jacques Isler Racing            | 0      | Niet gekwalificeerd |      |
| DNQ     | 39  | Gianmaria Regazzoni    | KMS                             | 0      | Niet gekwalificeerd |      |
| DNQ     | 47  | Roberto Carta          | Roberto Carta                   | 0      | Niet gekwalificeerd |      |
| DNQ     | 49  | Martijn Koene          | KTR Racing                      | 0      | Niet gekwalificeerd |      |
| DNQ     | 30  | Claes Rothstein        | Claes Rothstein Motorsport      | 0      | Niet gekwalificeerd |      |

1991 · 1992 · 1993 · 1994 · 1995 · 1996 · 1997 · 1998 · 1999 · 2000 · 2001 · 2002 · 2003 · 2004 · 2005 · 2006 · 2007 · 2008 · 2009 · 2010 · 2011 · 2012 · 2013 · 2014 · 2015 · 2016
Lijst van coureurs